# Vincent van der Valk
Vincent van der Valk (Amsterdam, 1985) is een Nederlands acteur.

## Biografie
Vincent van der Valk studeerde een jaar aan de toneelschool Circle in the Square in New York en vervolgde zijn opleiding in Maastricht waar hij in 2010 afstudeerde aan de Toneelacademie Maastricht. 

## Theater
Van der Valk speelde onder andere al in producties van de theatergezelschappen NTGent, Huis van Bourgondië, de Toneelschuur, het Ro Theater, De Utrechtse Spelen, Toneelgroep Maastricht, Toneelgroep Oostpool en Andcompany&Co. Regisseurs waren onder andere Thibaud Delpeut en Casper Vandeputte.
In 2015 was Van der Valk de laureaat van de Arlecchino, de prijs van de Nederlandse Vereniging van Schouwburg- en Concertgebouwdirecties voor de indrukwekkendste mannelijke, ondersteunende acteursrol van het Nederlands theaterseizoen. Hij kreeg het beeldje voor zijn rol in Angels in America. De jury stelde in hun rapport dat "Hij kan charmant zijn, maar ook leep. Hij heeft iets slepends in zijn spel en is dan plots weer heel scherp."
In 2020 werd de Taalunie Toneelschrijfprijs aan hem toegekend voor Immens. (Samen met Casper Vandeputte)

## Film en televisie
Van der Valk had een hoofdrol in de langspeelfilm Gluckauf van Remy van Heugten uit 2015 als zoon Jeffrey Frissen, die de schuld van zijn vader probeert af te lossen. Voor die rol was hij een van de genomineerden voor het Gouden Kalf Beste Acteur op het Nederlands Film Festival 2015. 
In 2017 speelde hij de rol van Wally Schmidt in de televisieserie Klem van Frank Ketelaar.
Daarnaast had hij een aantal kleinere opdrachten. In 2011 had hij een rol in een aflevering van Flikken Maastricht en speelde mee in Rembrandt en ik, in 2012 had hij een gastrol als Oscar Reuding in het tweede seizoen van Van God los en speelde hij een rol in een aflevering van het eerste seizoen van Moordvrouw, in 2014 was hij de pianist Carel in de minitelevisieserie Ramses. In 2019 speelde hij de hoofdrol in Nocturne, de debuutfilm van regisseur en broer Viktor van der Valk. In Het vermoorde theater neemt hij als verteller de kijker mee in deze aangrijpende documentaire van Frans Weisz.(2020)

## Filmografie
| Jaar      | Serie                     | Rol                      |
| --------- | ------------------------- | ------------------------ |
| 2011      | Flikken Maastricht        | Frens van Wijk           |
| 2011      | Rembrandt en ik           | Bediende                 |
| 2012      | Anatole                   | Gevangene                |
| 2012      | Van God los               | Oscar Reuding            |
| 2012      | Moordvrouw                | Olivier Postma           |
| 2014      | Ramses                    | Pianist Carel            |
| 2014      | Bureau Raamport           | Harry Schaar             |
| 2015      | Gluckauf                  | Jeffrey Frissen          |
| 2017      | Klem                      | Wally Schmidt            |
| 2017-2019 | TreurTeeVee               | Verschillende Personages |
| 2018      | Suspects (RTL)            | Joris Kruijswijk         |
| 2018      | Flikken Rotterdam         | Karl van Driel           |
| 2019      | Nocturne                  | Alex                     |
| 2019      | Dit Zijn Wij              | Johan Peters             |
| 2020      | Lieve Mama                | Mick van Beek            |
| 2020-2021 | Doodstil (televisieserie) | Ramses                   |
| 2021      | Deep Shit                 | Ramon                    |